# Rhampholeon maspictus
Rhampholeon maspictus — вид ігуаноподібних ящірок родини хамелеонових (Chamaeleonidae). Ендемік Мозамбіку.

## Поширення і екологія
Rhampholeon maspictus мешкають на схилах гори Мабу в центральному Мозамбіку. Вони живуть у вологих гірських тропічних лісах, на висоті від 900 до 1400 м над рівнем моря. Вдень шукають їжу в лісовій підстилці, серед опалого листя, а на ніч перебираються на низько розташовані гілки кущів в підліску.

## Збереження
МСОП класифікує стан збереження цього виду як близький до загрозливого. Rhampholeon maspictus може загрожувати знищення природного середовища.